# Prunum fortunatum
Prunum fortunatum is een slakkensoort uit de familie van de Marginellidae. De wetenschappelijke naam van de soort is voor het eerst geldig gepubliceerd in 1990 door Clover & Macca.